# Nastrophite
La nastrophite è un minerale.